# 斜方二十面体
斜方二十面体（しゃほうにじゅうめんたい、Rhombicosahedron）とは、一様多面体の一種である。斜方十二・十二面体の正五角形、正5/2角形を削った図形である。

## 性質
- 構成面： 正方形30枚、正六角形20枚、計50枚
- 辺： 120
- 頂点： 60
- 頂点形状： 4, 6, 4/3, 6/5
- ワイソフ記号：2 3 (5/4 5/2) |
- 枠： 切頂二十面体の正六角形を、隣り合う辺の長さが{\displaystyle 1:{\frac {{\sqrt {5}}-1}{2}}}の六角形に変更したもの。
- 双対： Rhombicosacron

## 同じ枠を持つ立体
- 斜方十二・十二面体
- 二十・十二・十二面体
- 斜方二十面体
- 10個のアルキメデスの三角柱による複合多面体
- 20個のアルキメデスの三角柱による複合多面体